# Molophilus tetrodonta
Molophilus tetrodonta là một loài ruồi trong họ Limoniidae. Chúng phân bố ở miền Australasia.